# Amazygina depressa
Amazygina depressa är en insektsart som beskrevs av Dietrich och Dmitry A. Dmitriev 2006. Amazygina depressa ingår i släktet Amazygina och familjen dvärgstritar. Inga underarter finns listade i Catalogue of Life.